# Chinino
Il chinino è un alcaloide naturale originariamente ricavato dalla corteccia della pianta andina Cinchona, già conosciuta e adoperata come medicamento dagli spagnoli nel XVII secolo, avente proprietà antipiretiche, antimalariche e analgesiche.
Oltre a essere utilizzato come principio attivo antimalarico e nel trattamento dei crampi muscolari, può anche essere inconsapevolmente assunto, dato che è presente in bevande come l’acqua tonica e il bitter al limone.

## Ingresso nella medicina occidentale

### Origine del nome
Le origini del nome della pianta sono mitologiche.
Il medico genovese Sebastiano Bado riferisce infatti che la contessa Ana de Osorio Chinchón, moglie del viceré del Perù Luis Jerónimo de Cabrera, nel 1630 sarebbe stata curata da una febbre intermittente da cui era affetta grazie al ricorso ai rimedi tradizionali indigeni.
Secondo Bado, la contessa, per ringraziare della guarigione, dispose la cura per tutti i poveri di Lima e rese nota la vicenda anche in Spagna.
Tuttavia, il diario ufficiale di Cabrera, ritrovato nel 1930, smentisce molte delle affermazioni di Bado: le sue memorie riportano che la contessa Chinchón morì tre anni prima della nomina di Cabrera a viceré, giunta quando questi era, altresì, sposato in seconde nozze con Francisca Henríquez de Ribera, che accompagnò il coniuge nelle Americhe, dove godette di ottima salute.
Lui stesso si ammalò più volte di febbre, ma non fu mai curato con alcuna bacca del luogo.
Francisca Henríquez, inoltre, non tornò mai in patria perché morì a Cartagena, nell'attuale Colombia, durante il viaggio di ritorno.
Nonostante l'inconsistenza storiografica dei resoconti di Bado, tuttavia Linneo diede il nome di cinchona al genere cui appartiene l'albero della china in omaggio alla contessa de Chinchón.

### Storia
È altresì ritenuto più verosimile che a scoprire le proprietà curative del chinino e a introdurlo in Europa sia stato il gesuita spagnolo Bernabé Cobo durante i suoi viaggi in America del Sud.
A sostegno della tesi di Cobo sta il fatto che nel passato il chinino era detto anche pulvis gesuiticus.
Il chinino fu estratto dalla corteccia dell'albero della china e fu isolato e così chiamato nel 1817 dai ricercatori francesi Pierre Joseph Pelletier e Joseph Bienaimé Caventou.
Il nome deriva dalla parola originale quechua (inca) usata per la corteccia dell'albero cinchona, "Quina" o "Quina-Quina".
La prima apparizione in Italia data 1612, mentre un secolo più tardi Federico Torti ne avrebbe descritto e di fatto avviato l'uso medico-terapeutico; nel 1906 l'importante rivista medica Lancet scrisse dell'importanza dell'azione dei padri gesuiti.
Nel 1928 la febbre bubbonica in Nigeria fu debellata con l'uso sistematico di chinino in basse concentrazioni (5-10%) mescolato con acqua, succo di limone, cacao e menta.

## Medicina
Il chinino è un potente farmaco efficace contro le quattro specie del plasmodium. È uno schizonticida del sangue, ma non agisce sulla fase eso-eritrocita o gametocita. Interferisce anche con il DNA del plasmodio, ha una emivita di circa 10 ore e viene metabolizzato dal fegato ed espulso con le urine in circa 24 ore.
È stato il farmaco principalmente usato per la cura della malaria fino alla scoperta della clorochina. Oggi sta tornando come rimedio principe in quanto verso la clorochina si sono manifestate importanti e diffuse resistenze. È simile alla chinidina (farmaco anti-aritmico, impiegato in cardiologia) quindi può dare aritmie fatali (fibrillazioni ventricolari, torsioni di punta) per allungamento del tratto Q-T (è controindicato nei pazienti con disturbi della conduzione cardiaca o in terapia cardiologica con farmaci digitalici).

### Farmacodinamica
La farmacodinamica del chinino è complessa e varia. Il farmaco infatti agisce in vari modi nei confronti del plasmodio. Il chinino si lega agli acidi grassi della membrana eritrocitaria determinando la conseguente emolisi e quindi la maturazione degli schizonti. Inoltre impedisce la formazione del pigmento emozoinico nei vacuoli alimentari del parassita per inibizione di emopolimerasi. Infine il chinino sembra anche interferire direttamente con il DNA portando a errori di riproduzione e trascrizione.

### Principio attivo
Il principio attivo del chinino prende il nome di chinoline-metanolo. La sintesi chimica dell'alcaloide chinina fu scoperta nel 1856, ma venne effettuata solo nel 1908, dal chimico Paul Rabe.

### Proprietà curative
Il chinino era un tempo lo strumento più efficace contro la malaria dato che debella velocemente il parassita e determina lo sfebbramento. Viene somministrato per via endovenosa e agisce stimolando le cellule del pancreas. Questa azione induce una ipoglicemia, per cui è necessario monitorare i valori glicemici per la somministrazione di glucosio per via endovenosa. Negli anni molti ceppi di plasmodio sono divenuti resistenti al chinino per cui si utilizza in associazione ad altri antibiotici come la doxaciclina o si preferiscono altri farmaci come Artemether-lumefantrine o Atovaquone-proguanil.

### Effetti collaterali
Il chinino è un rimedio efficace contro la malaria, ma è anche un farmaco altamente tossico. Gli effetti collaterali prendono il nome di cinchonismo (sindrome di) e consistono in vomito, diarrea e disturbi visivi e uditivi. Questi ultimi, spesso, non sono risolvibili neanche dopo la sospensione della cura.
Il chinino è inoltre la sostanza più frequentemente responsabile di microangiopatia trombotica farmaco-indotta.

### Controindicazioni
Il chinino è controindicato per pazienti digitalizzati, con disturbi della conduzione cardiaca, e trattati con warfarin. Da sconsigliare assolutamente l’assunzione ai pazienti che hanno già avuto un episodio di sindrome emolitico-uremica o di porpora trombotica trombocitopenica, poiché può favorire le recidive.

### Resistenze
Una resistenza al farmaco è stata osservata in Brasile già nel 1910. Attualmente sono segnalate delle resistenze del tipo RII (più raramente del tipo RIII) nel sud est asiatico: Cambogia, Vietnam e Thailandia. Si è notato che le resistenze possono essere superate aumentando le dosi.

## Altri usi
È presente (in minima quantità) in forma di cloridrato nell'acqua tonica, nel Martini Rosso, nel Crodino Twist, nel Rosso Antico, nell'Aperol e nella Red Bull The Red Italian Edition. È inoltre uno degli ingredienti dell’aperitivo francese Dubonnet.
È inoltre presente nel Cynar.